# Anigrides
En la mitología griega las Anigrides (en griego Ἀνίγριδες) eran unas  ninfas (del tipo conocido como Potámides) del río Anigro de la Élide. En la costa de Élide, no lejos de la boca de este río, había una cueva dedicada a ellas cerca del moderno Sámico, que era visitada por personas que padecían enfermedades de la piel. Supuestamente se curaban gracias a las oraciones y los sacrificios que dirigían a las ninfas, y a que se bañaban en el río. El testimonio más antiguo conocido del culto a estas ninfas es del poeta Moero del siglo III d. C. El río y la cueva hoy forman parte de las fuentes termales Kaiafas.
El río Anigro era una pequeña corriente de agua que fluía del monte Lapithas y de los montes de Minthi hasta el Mar Jónico. Sus aguas tenían un marcado contenido en azufre.